# Vultee V-11
Vultee V-11 byl americký jednomotorový třímístný celokovový dolnoplošník se zatahovacím podvozkem ostruhového typu.

## Vznik
Gerard Vultee, předvídající ztrátu trhu pro jednomotorové dopravní letouny, adaptoval svůj dopravní letoun Vultee V-1A pro roli útočného bombardéru. Na 1935 předvedl přestavbu v podobě prototypu V-11 zástupcům USAAC. V-11 měl stejné křídlo a podvozek jako V-1A a podobné ocasní plochy ve spojení s novým celokovovým skořepinovým trupem. Dva členové osádky seděli za sebou, odděleni hlavní trupovou nádrží, pod čtyřdílným proskleným překrytem. Ve vnitřní pumovnici byl prostor pro 20 pum po 13,6 kg. Letoun V-11 byl nabízen s pohonnou jednotkou Wright Cyclone F52, nebo výškovou verze F-53.

## Vývoj
Letové testy prototypu V-11 (imatrikulace NX14999) skončily v září 1935 jeho havárií, přičemž oba muži na palubě zahynuli. 10. září 1935 byl zalétán druhý s označením V-11-A (NR14980) s novým vzduchem chlazeným motorem Wright Cyclone SGR-1820-G2 o vzletovém výkonu 735 kW s třílistou vrtulí. Teleskopický zaměřovač byl nahrazen klasickými mířidly, na zadní část trupu přibyla kruhová anténa radiokompasu. Stroj byl opět nabízen ve dvou variantách, jako dvoumístný V-11-G a jako třímístný V-11-GB. Osádka druhé varianty se skládala z pilota, bombometčíka a střelce, který obsluhoval kulomet Browning  ráže 7,62 mm pro střelbu vzad dolů.
V roce 1939 se šéfkonstruktér firmy Vultee Richard Palmer rozhodl zmodernizovat základní konstrukci aerodynamickými změnami spolu s výkonnějším motorem. Ve stejném roce začal létat prototyp Vultee V-12 s motorem Twin Wasp. Upraven byl překryt kabiny, na nějž plynule navazovala zadní zvýšená část trupu. Křídlo bylo upraveno pro montáž dvou pevných kulometů ráže 12,7 mm a dvou ráže 7,62 mm. Další hlavňovou výzbroj tvořily dva pohyblivé kulomety. Kapacita trupové pumovnice byla zvýšena na 36 pum po 13,6 kg. Kruhová anténa radiokompasu, původně nainstalovaná na trupovou palivovou nádrž pod překrytem kabiny, byla později přemístěna s kapkovitým krytem pod trup mezi šachty podvozku. Původní čelní štítek pilotní kabiny tvarovaný z jednoho kusu byl během testů zaměněn za nový dělený s rámem.

## Nasazení

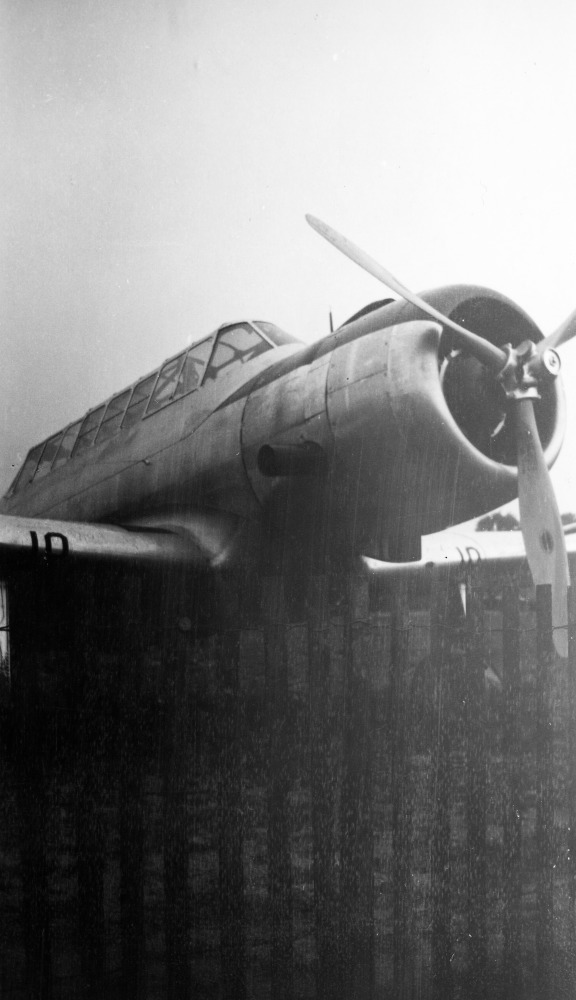
Vultee YA-19

Prvním zákazníkem se před koncem roku 1935 stala Čína, jejíž vláda tehdy objednala 30 kusů V-11-G. Po zakoupení třetího vyrobeného exempláře s označením V-11-A, který byl zalétán 2. prosince 1936, následovala od července 1937 do dubna 1938 dodávka 29 kusů V-11-G. Staly se součástí 14. mezinárodní perutě čínského letectva.
Dalším odběratelem byli zástupci sovětské obchodní organizace v USA Amtorg. Sovětská strana zakoupila jeden vzorový letoun V-11-GB (URSS-N-206), licenční výrobní práva a komponenty pro montáž prvních pěti sériových strojů. K jejich pohonu byl vybrán motor M-62 o 676 kW, odvozený A. D. Švecovem z licenčního Wright Cyclonu M-25. Sériová výroba byla zahájena v roce 1937 pod označením BŠ-1. Přidáním pancéřování bez zvýšení výkonu pohonné jednotky došlo ke zhoršení výkonů ve srovnání s originálem. Výroba proto byla po dodání 31 exemplářů v roce 1938 zastavena. Všechny letouny byly zbaveny vojenského vybavení a převedeny k Aeroflotu. Zde byly vedeny jako poštovní PS-43 a létaly především na linkách Moskva-Kyjev, Moskva-Taškent a zpět. Příležitostně přepravovaly tři pasažéry. Po napadení SSSR během druhé světové války je používalo Sovětské letectvo u pomocných služeb a jako spojovací.
Třetím zahraničním zákazníkem se stalo Turecko, které objednalo 40 kusů V-11-GB s továrním označením V-11-GBT. Dodávka probíhala od září 1937 do dubna 1938 a letouny byly postupně vyzbrojeny čtyři letky 2. leteckého pluku tureckého letectva.
Vulteeho brazilský kontrakt z června 1938 a března 1939 představoval 26 kusů V-11-GB pro armádní letectvo (FAB), z nichž 8 bylo dodáno s plováky Edo jako torpédové V-11-TS a 18 ve standardní úpravě V-11-GB2. Letouny byly zařazeny k 1. a 3. pluku a do pokračovací školy. Brazilské V-11 hlídkovaly podél atlantského pobřeží do května 1945, kdy zbyly jen tři letuschopné. V následujícím roce byly vyřazeny.

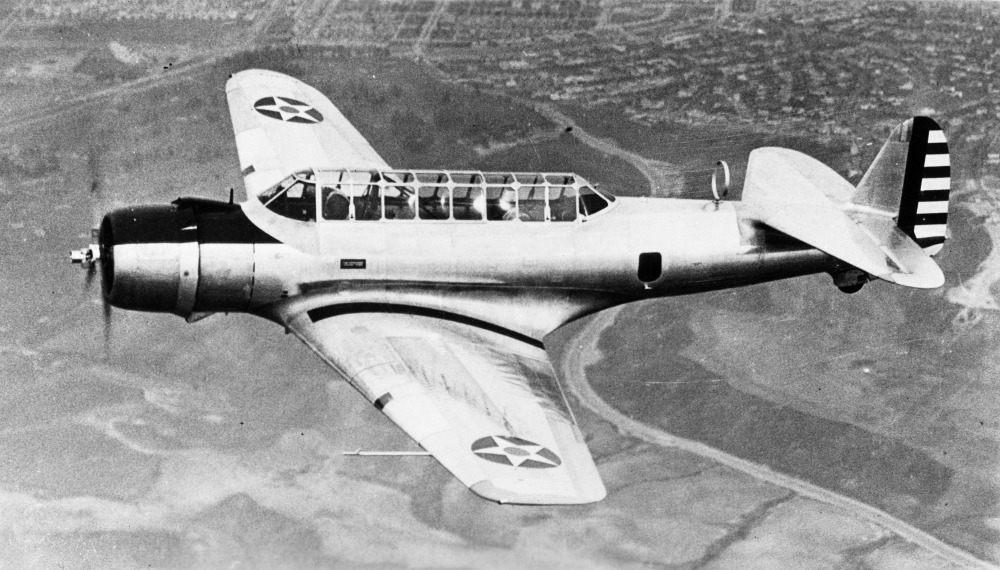
Vultee YA-19

Jako důsledek zahraničního zájmu objednalo USAAC v červnu 1938 7 V-11-GB (sér. č. 38-549 až -555) jako typ YA-19 pro operační zkoušky. Měly instalované motory Pratt & Whitney R-1830-17 Twin Wasp, dvouhvězdicové čtrnáctiválce o vzletovém výkonu 882 kW. Byly dodány v roce 1939 a lišily se širším krytem motoru typu NACA a nekrytou anténou radiokompasu. Létaly při testech u různých jednotek a poté bylo pět z nich převeleno do zóny panamského průplavu. Následně sloužily jako dopravní vojenským přidělencům USA v různých středoamerických a jihoamerických zemích.
Druhý a poslední vyrobený YA-19 byly u společnosti Vultee od počátku upraveny pro zkoušky motorů. Stroj XA-19A létal s kapalinou chlazeným dvanáctiválcem Lycoming O-1230-1 o výkonu 937 kW a rozšířenou kýlovkou. Po ukončení zkoušek byl do draku zabudován hvězdicový motor R-1830-51 a označení stroje bylo
změněno na XA-19C. Pro testování nového hvězdicového motoru Pratt & Whitney R-2800 o 1323 kW sloužil XA-19B.
Po letových zkouškách typu V-12 objednala Čína 26 kusů. Vzhledem k zabudované pohonné jednotce GR-1820-G105B Cyclone 9 o vzletovém výkonu 772 kW byly výrobcem označeny V-12-C.
Mimo tyto bitevní letouny objednala Čína také 52 exemplářů silnější varianty V-12-D, jejíž prototyp v USA zahájil program letových zkoušek. Pohon této verze zajišťoval dvouhvězdicový čtrnáctiválec Wright GR-2600-A5B Duplex Cyclone, vybavený dvoustupňovým kompresorem a reduktorem, který při vzletu dával výkon 1176 kW. Zabudování motoru o větším průměru si vyžádalo úpravy přední části trupu, jejíž průřez se zvětšil. Výzbroj byla identická s verzí V-12-C. Překonstruována byla také kapotáž podvozkových nohou. Do Číny byly dodány dva vzorové kusy a první sady dílů pro licenční stavbu padesátky letounů v továrně Central Aircraft Manufacturing Co. (CAMCO). Čínské sériové V-12-D měly vyšší SOP se zjednodušeným tvarem směrovky.
Rozbíhající se licenční stavba v CAMCO byla přerušena japonským bombardováním a proto byla uzavřena dohoda s firmou Hindustan Aircraft Ltd. v Bangalore o převzetí montáže zbývajících kusů. Všechny zachráněné přípravky, smontované díly, podskupiny a komponenty byly odeslány do Indie, kam Vultee směroval ještě nedodané zbývající díly. Po kompletaci několika V-12-D pro Čínu byly práce na V-12-D z kapacitních důvodů firmy HAL zastaveny před splněním kontraktu.

## Specifikace (V-11-GB)

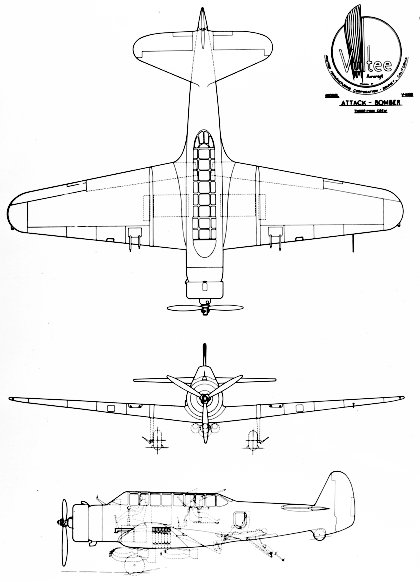
Třípohledový nákres V-11-GB

Údaje podle

### Technické údaje
- Osádka: 3
- Rozpětí: 15,24 m
- Délka: 11,42 m
- Výška: 3,05 m
- Nosná plocha: 35,67 m²
- Hmotnost prázdného letounu: 2805 kg
- Maximální vzletová hmotnost: 5190 kg

### Výkony
- Maximální rychlost u hladiny moře: 344 km/h
- Maximální rychlost v hladině 1770 m: 386 km/h
- Maximální rychlost v hladině 4114 m: 352 km/h
- Cestovní rychlost v hladině 4270 m: 333 km/h
- Dolet: 1975 km
- Operační dostup: 7010 m